# Julia Garner
Julia Garner (sinh ngày 1 tháng 2 năm 1994) là một nữ diễn viên người Mỹ. Cô được biết đến với vai chính Ruth Langmore trong bộ phim truyền hình tội phạm Netflix Ozark (2017 – nay), bộ phim nhận được đánh giá cao từ giới phê bình và giành được hai giải Primetime Emmy cho Nữ diễn viên phụ xuất sắc trong một bộ phim truyền hình dài tập vào năm 2019 và 2020 cùng với một đề cử Giải Quả cầu vàng năm 2020 cho Nữ diễn viên phụ xuất sắc nhất - Truyền hình.
Garner tham gia trong loạt phim truyền hình FX The American (2015–18), miniseries Netflix Maniac (2018), loạt phim tội phạm có thật Bravo Dirty John (2018–19) và đóng vai chính trong Netflix miniseries Inventing Anna (2022). Trong các bộ phim, cô xuất hiện trong Martha Marcy May Marlene (2011), The Perks of Being a Wallflower (2012) và Sin City: A Dame to Kill For (2014). Cô đã có các vai chính trong We Are What We Are (2013), Grandma (2015) và The Assistant (2019).

## Tiểu sử
Garner sinh ra ở khu Riverdale của The Bronx, New York. Mẹ của cô, Tami Gingold là một nhà trị liệu có một sự nghiệp thành công với tư cách là một diễn viên và diễn viên hài ở Israel. Cha của cô, Thomas Garner là một họa sĩ và một giáo viên nghệ thuật, gốc ở Shaker Heights, Ohio. Garner là người Do Thái, cũng như mẹ của cô. Chị gái của cô là nghệ sĩ Anna Garner. Garner tự nhận mình là "nửa dòng máu Israel". Cô có họ hàng bên mẹ cô đang cư trú tại Israel, người mà Garner thường xuyên đến thăm. Cô ấy hiểu tiếng Do Thái, nhờ mẹ cô ấy nói nó xung quanh nhà của họ, mặc dù Garner không thông thạo.
Cô theo học trường Eagle Hill ở Greenwich, CT. Cô bắt đầu tham gia các bài học diễn xuất ở tuổi 15 để vượt qua sự nhút nhát của mình.

## Đời tư
Garner kết hôn với ca sĩ Mark Foster, giọng ca chính của Foster the People, trong một buổi lễ vào tháng 12 năm 2019 tại Tòa thị chính New York, tám tháng sau khi họ đính hôn.

## Danh sách phim

### Phim ảnh
| Năm  | Tựa đề                           | Vai diễn             | Ghi chú   |
| ---- | -------------------------------- | -------------------- | --------- |
| 2010 | The Dreamer                      | Girl on Sidewalk #3  | Phim ngắn |
| 2010 | One Thousand Cranes              | Dorian               | Phim ngắn |
| 2011 | Martha Marcy May Marlene         | Sarah                |           |
| 2011 | Our Time                         | Kaya                 | Phim ngắn |
| 2011 | Mac & Cheese                     | Mary Katherine Brown | Phim ngắn |
| 2012 | Electrick Children               | Rachel McKnight      |           |
| 2012 | The Perks of Being a Wallflower  | Susan                |           |
| 2012 | Not Fade Away                    | Girl In Car          |           |
| 2013 | We Are What We Are               | Rose Parker          |           |
| 2013 | The Last Exorcism Part II        | Gwen                 |           |
| 2013 | Hair Brained                     | Shauna Holder        |           |
| 2014 | Get Ready                        | Unknown              | Phim ngắn |
| 2014 | Send                             | Girl                 | Phim ngắn |
| 2014 | I Believe in Unicorns            | Cassidy              |           |
| 2014 | Sin City: A Dame to Kill For     | Marcie               |           |
| 2015 | Grandma                          | Sage                 |           |
| 2016 | Good Kids                        | Tinsley              |           |
| 2017 | Tomato Red                       | Jamalee Merridew     |           |
| 2017 | One Percent More Humid           | Catherine            |           |
| 2017 | Everything Beautiful Is Far Away | Rola                 |           |
| 2019 | The Assistant                    | Jane                 |           |
| TBA  | You Can't Win                    | Chicken              |           |

### Truyền hình
| Năm       | Tựa đề         | Vai diễn              | Ghi chú |
| --------- | -------------- | --------------------- | ------- |
| 2015–2018 | The Americans  | Kimberly Breland      |         |
| 2016      | Girls          | Charlie's Roommate    |         |
| 2016–2017 | The Get Down   | Claudia Gunns         |         |
| 2017–2022 | Ozark          | Ruth Langmore         |         |
| 2018      | Waco           | Michelle Jones        |         |
| 2018      | Maniac         | Ellie Landsberg       |         |
| 2018–2019 | Dirty John     | Terra Newell          |         |
| 2019      | Modern Love    | Maddy                 |         |
| 2020      | Robot Chicken  | Various voices        |         |
| 2022      | Inventing Anna | Anna (Sorokin) Delvey |         |

## Giải thưởng và đề cử
| Năm  | Giải thưởng                       | Hạng mục                                                    | Tác phẩm                 | Kết quả   | Tham khảo |
| ---- | --------------------------------- | ----------------------------------------------------------- | ------------------------ | --------- | --------- |
| 2011 | Gotham Independent Film Awards    | Best Ensemble Performance                                   | Martha Marcy May Marlene | Đề cử     | [ 13 ]    |
| 2013 | Fantastic Fest                    | Best Actress – Horror Features                              | We Are What We Are       | Đoạt giải | [ 14 ]    |
| 2014 | Fangoria Chainsaw Awards          | Best Supporting Actress                                     | We Are What We Are       | Đề cử     | [ 15 ]    |
| 2018 | Screen Actors Guild Awards        | Outstanding Performance by a Female Actor in a Drama Series | Ozark                    | Đề cử     | [ 16 ]    |
| 2018 | Screen Actors Guild Awards        | Outstanding Performance by an Ensemble in a Drama Series    | Ozark                    | Đề cử     | [ 16 ]    |
| 2018 | Critics' Choice Television Awards | Best Supporting Actress in a Drama Series                   | Ozark                    | Đề cử     | [ 17 ]    |
| 2018 | Critics' Choice Television Awards | Best Supporting Actress in a Movie/Miniseries               | Dirty John               | Đề cử     | [ 17 ]    |
| 2019 | Gold Derby Television Awards      | Best Drama Supporting Actress                               | Ozark                    | Đề cử     | [ 18 ]    |
| 2019 | Primetime Emmy Awards             | Outstanding Supporting Actress in a Drama Series            | Ozark                    | Đoạt giải | [ 19 ]    |
| 2020 | Primetime Emmy Awards             | Outstanding Supporting Actress in a Drama Series            | Ozark                    | Đoạt giải | [ 20 ]    |
| 2020 | Boston Society of Film Critics    | Best Actress                                                | The Assistant            | Đề cử     |           |
| 2020 | Columbus Film Critics Association | Best Actress                                                | The Assistant            | Đề cử     |           |
| 2020 | Independent Spirit Awards         | Best Female Lead                                            | The Assistant            | Đề cử     | [ 21 ]    |
| 2021 | Critics' Choice Television Awards | Best Supporting Actress in a Drama Series                   | Ozark                    | Đề cử     | [ 22 ]    |
| 2021 | Golden Globe Awards               | Best Supporting Actress – Television                        | Ozark                    | Đề cử     | [ 23 ]    |
| 2021 | Screen Actors Guild Awards        | Outstanding Performance by a Female Actor in a Drama Series | Ozark                    | Đề cử     | [ 24 ]    |
| 2021 | Screen Actors Guild Awards        | Outstanding Performance by an Ensemble in a Drama Series    | Ozark                    | Đề cử     | [ 24 ]    |